# Metaphya micans
Metaphya micans – gatunek ważki z rodziny szklarkowatych (Corduliidae).